# Grunger
 Der er for få eller ingen kildehenvisninger i denne artikel, hvilket er et problem. Du kan hjælpe ved at angive troværdige kilder til de påstande, som fremføres i artiklen.

Grunge-bevægelsen er et term brugt om fans af musikgenren grunge. De kaldes også grungere eller grungies.
Modemæssigt set går fans af grunge ofte med afslappet tøj, skjorter og løst siddende bukser i så naturlige farver som muligt. Deres hår er ofte halvlangt, og meget sjældent kunstigt farvet.
Generelt set er grungere er ikke politiske aktive, men støtter overvejende grønne ideologier.